# Dentlein (Ahorntal)
Dentlein ist ein Gemeindeteil der Gemeinde Ahorntal im Landkreis Bayreuth (Oberfranken, Bayern). Dentlein liegt in der Gemarkung Kirchahorn.

## Geografie
Der Weiler im nordöstlichen Bereich der Fränkischen Schweiz ist etwa einen halben Kilometer von dem südsüdöstlich liegenden Ortszentrum von Kirchahorn entfernt.

## Geschichte
Der Ort wurde 1462 als „Dennhof“ erstmals urkundlich erwähnt. Ein Beleg von 1315 kann nicht sicher zugeordnet werden, 1520/25 wurde der Ort „Tendlas“ genannt. Der Ortsname bedeutet kleine Tanne.
Bis zum Beginn des 19. Jahrhunderts hatte Dentlein in der Dorfmarkung von Kirchahorn gelegen, das der Landeshoheit reichsunmittelbarer Adeliger unterstand. Diese hatten sich in dem zum Fränkischen Ritterkreis gehörenden Ritterkanton Gebürg organisiert, die für die Landeshoheit maßgebliche Dorf- und Gemeindeherrschaft wurde dabei von den Grafen von Schönborn ausgeübt. Die Hochgerichtsbarkeit stand den zum Hochstift Bamberg gehörenden Amt Waischenfeld als Centamt zu. Als die reichsritterschaftlichen Territorien in der Fränkischen Schweiz infolge des Reichsdeputationshauptschlusses mediatisiert wurden, wurde damit Dentlein unter Bruch der Reichsverfassung am 1. November 1805 vom Kurfürstentum Pfalz-Baiern annektiert. Damit wurde die damalige Einöde zum Bestandteil der bei der „napoleonischen Flurbereinigung“ in Besitz genommenen neubayerischen Gebiete, was erst im Juli 1806 mit der Rheinbundakte nachträglich legalisiert wurde.
Durch die Verwaltungsreformen im Königreich Bayern wurde Dentlein mit dem Zweiten Gemeindeedikt im Jahr 1818 ein Bestandteil der Ruralgemeinde Kirchahorn. Im Zuge der Gebietsreform in Bayern kam diese am 1. Januar 1972 zur neu gebildeten Gemeinde Ahorntal.

## Verkehr
Eine von Weiher kommende Gemeindeverbindungsstraße durchquert den Ort und führt in südöstlicher Richtung weiter nach Kirchahorn, wo sie in die Staatsstraße 2185 einmündet. Eine weitere Gemeindeverbindungsstraße zweigt in der Ortsmitte von dieser westwärts ab und führt ebenfalls nach Kirchahorn. Der ÖPNV bedient das Dorf an einer Haltestelle der Buslinie 388 des VGN. Die am schnellsten erreichbaren Bahnhöfe befinden sich in Creußen, Schnabelwaid und Pegnitz. Der nächste Fernbahnhof ist der Hauptbahnhof in Bayreuth.